# La Valette
Pour les articles homonymes, voir La Valette (homonymie), Valette, Lavalette et Valetta (homonymie).
La Valette est la capitale de la République de Malte. Elle est située sur la côte nord-est de l'île de Malte, dans le quart sud-est de l'île, et est le siège d'un Kunsill Lokali (« conseil local ») de la région Sud-Est. La ville était en 2019 peuplée de 5 827 habitants, appelés en français les Valettins (en maltais : Beltin, au masculin singulier Belti, au féminin singulier Beltija ; en anglais : Vallettans, au singulier Vallettan).
Fondée en 1566 sous le nom de « Très Humble Ville de La Valette » du nom du grand maître Jean de Valette de l'ordre hospitalier de Saint-Jean de Jérusalem, la ville comporte de nombreux bâtiments de l'époque où cet ordre était souverain de l'archipel maltais (de 1530 à 1798). L'Unesco a recensé à La Valette 320 monuments sur une superficie de 55 hectares, concentration exceptionnelle dans le monde ; la ville est par ailleurs inscrite sur sa liste du patrimoine mondial de l'humanité depuis 1980. La Valette a été capitale européenne de la culture en 2018.

## Toponymie
La Valette s'écrit en maltais : Valletta, appelé Il-Belt, « la ville » ; en anglais : Valletta /vəˈlɛtə/.
L'actuelle capitale de Malte porte le nom de son fondateur, le Français Jean de Valette (1494-1568), grand maître de l'ordre de Saint-Jean de Jérusalem de 1557 à sa mort. Le nom de la nouvelle ville était alors en latin : Humilissima Civitas Vallettae, c'est-à-dire « très humble ville de La Valette ». Ce nom est resté dans la distinction de la ville Ċittà Umilissima.
Les habitants des campagnes la surnommaient Il-Belt (la ville), formulation qui s'est conservée dans le nom officiel de la capitale maltaise : Il-Belt Valletta. Elle était appelée ainsi car c'était véritablement une agglomération par rapport aux autres entités habitées de l'archipel, qui n'étaient que des villages.
Une construction tardive voudrait que le nom de la ville vienne de l'italien La Valletta, mais aucune source ne vient appuyer cette théorie.

## Histoire
La création d'une fortification sur la Péninsule de Xiberras est envisagée dès l'installation de l'ordre de Saint-Jean de Jérusalem à Malte, en 1530. Un certain nombre de projets sont envisagés, mais seule la construction du fort Saint-Elme est réalisée avant l'attaque ottomane de 1565, qui échoue après trois mois de siège.

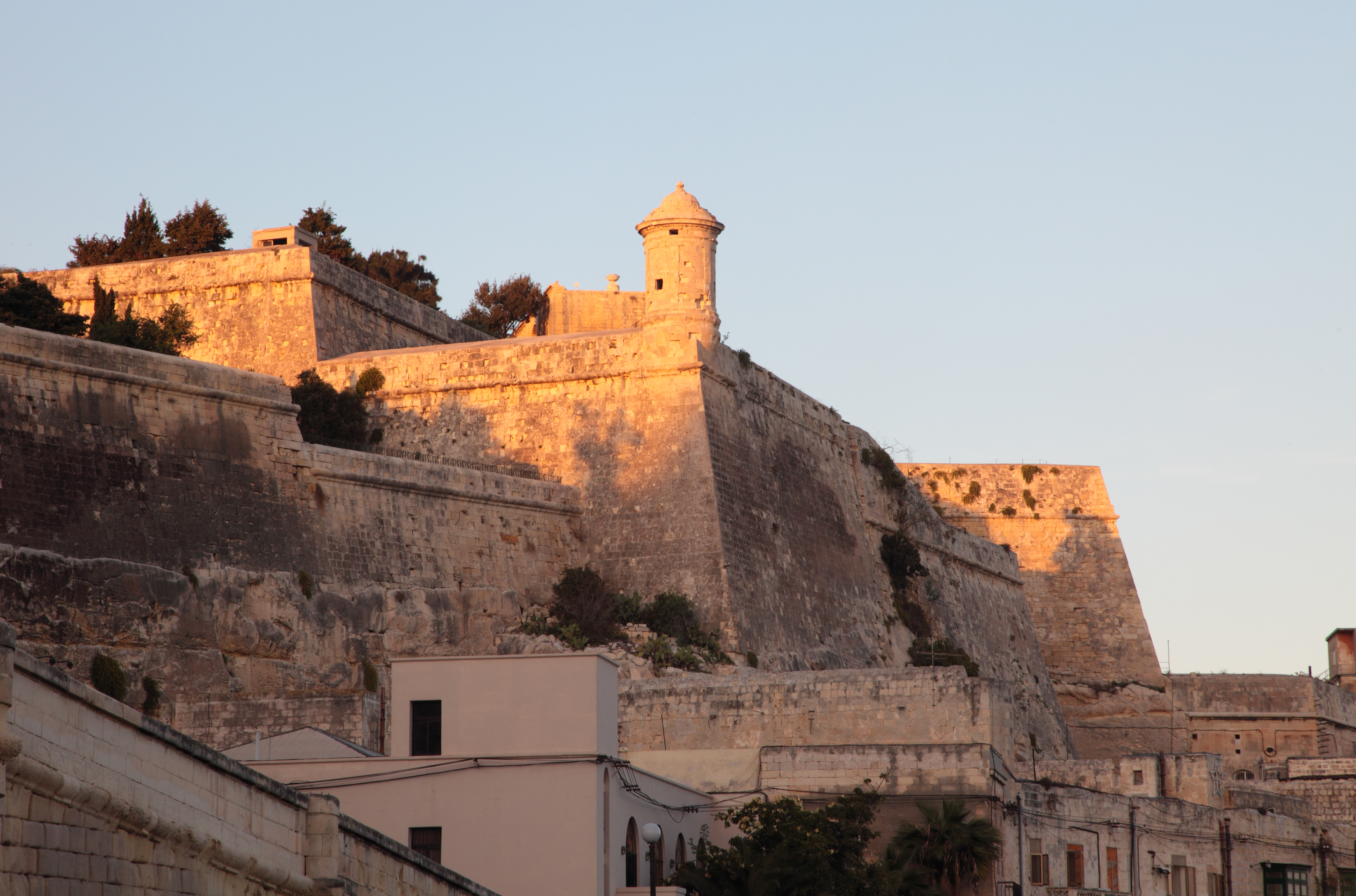
Murailles de La Valette au coucher du soleil.

À la suite de cet événement, les fonds affluent des cours chrétiennes européennes et les Hospitaliers font construire près du fort Saint-Elme et du Castell'amare (Birgu) une nouvelle ville fortifiée qui prendra le nom de son initiateur Jean de Valette. C'est une des seules villes européennes de la Renaissance à avoir été construite sur un plan en damier.

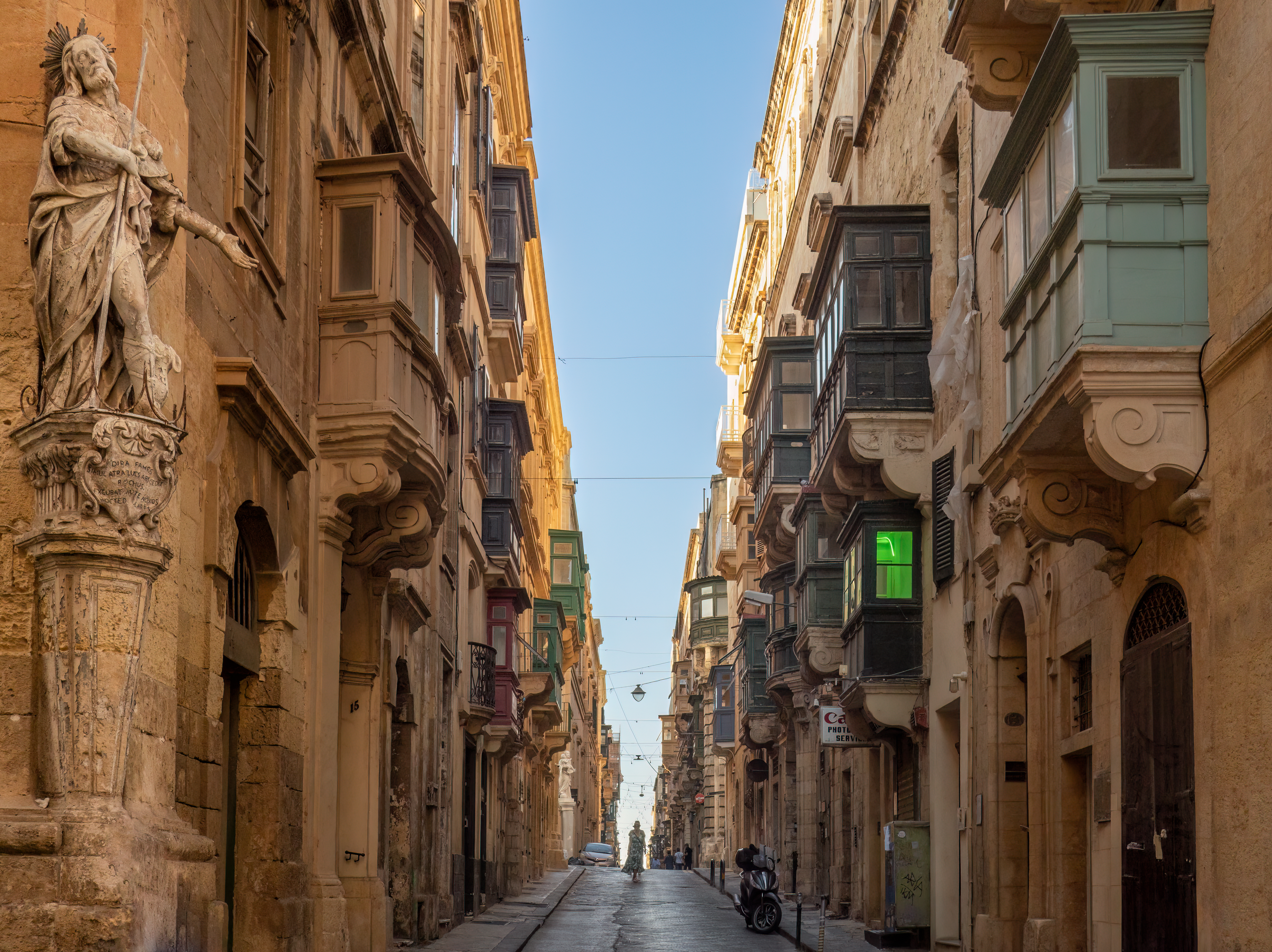
Rue Saint-Christophe (Triq San Kristofru)

## Géographie

### Situation et topographie

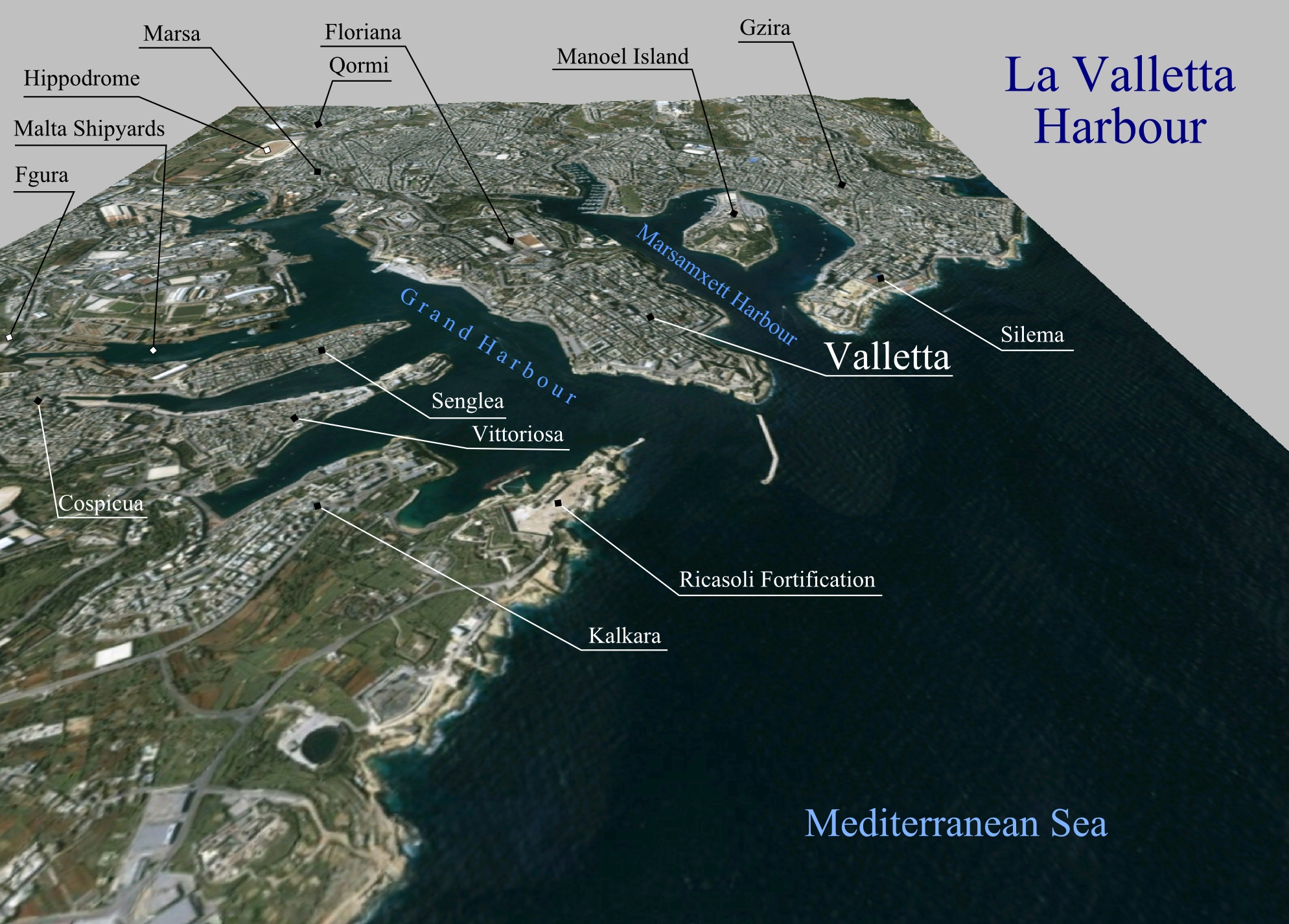
Représentation en 3D des baies de La Valette.

La ville est bâtie sur la côte nord-est de l'île de Malte, sur la Péninsule de Xiberras. À l'origine une longue bande de terre formant un plateau où culminait à une soixantaine de mètres le monticule Xiberras, qui a donné son nom à la presqu'île. Cinq wieds (vallée sèche) avaient entaillé le plateau étroit en descendant rapidement vers la mer.
La presqu'île est entourée par deux havres naturels comportant plusieurs baies : le Marsamxett Harbour au nord, et le Grand Harbour au sud. La pointe de la presqu'île, à l'est, est occupée par le fort Saint-Elme et La Valette s'ouvre à l'ouest par la City Gate sur la place des Tritons à Il-Furjana (Floriana).

### Climat

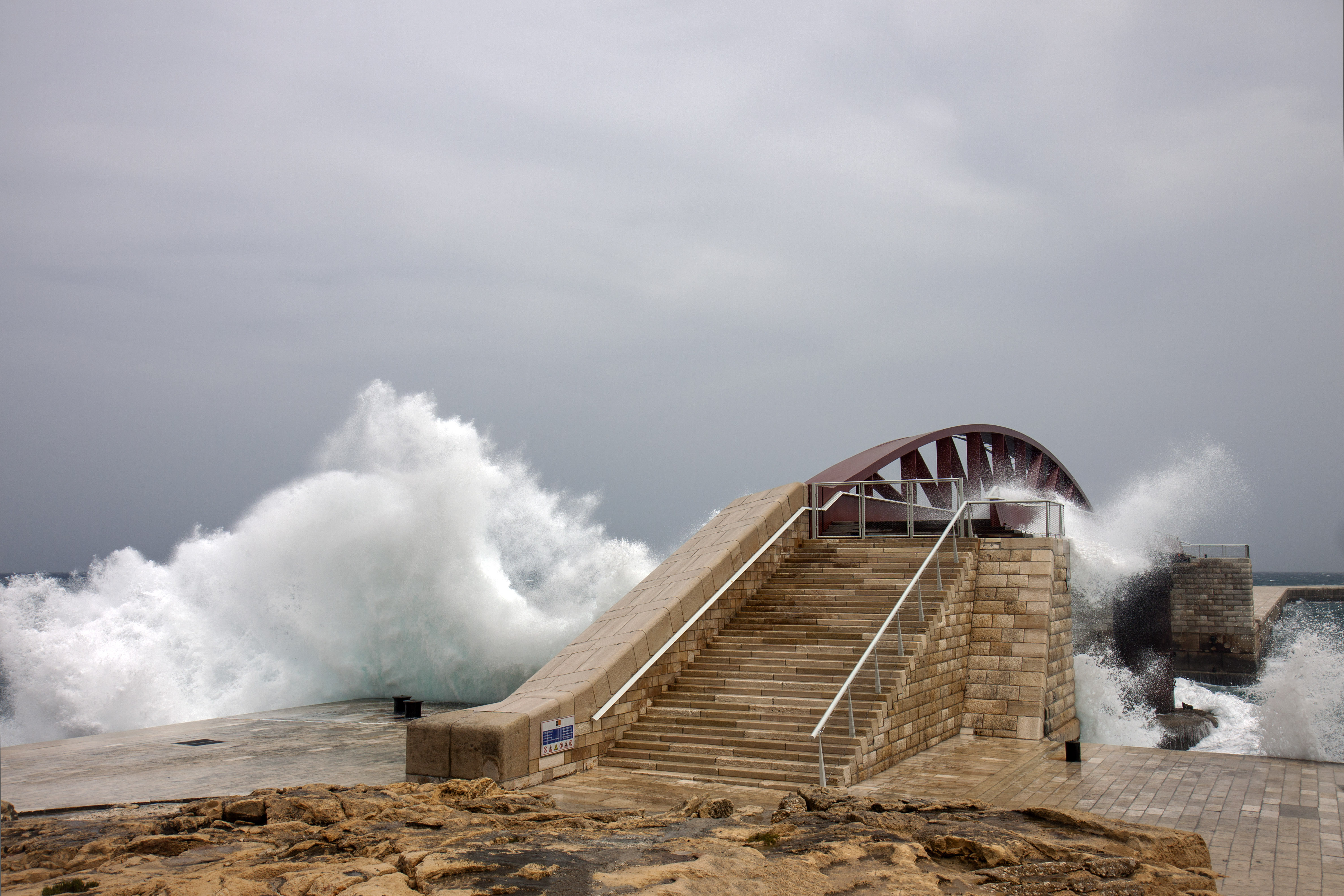
Jour tempetueux à La Valette. Avril 2013.

Le climat est de type méditerranéen. Le tableau ci-dessous reprend les données météorologiques de 1853 à juin 2012 pour les températures de l’air et de 1841 à juin 2012 pour les précipitations.
| Mois                                  | jan.      | fév.      | mars      | avril     | mai       | juin      | jui.      | août      | sep.      | oct.      | nov.      | déc.      | année     |
| ------------------------------------- | --------- | --------- | --------- | --------- | --------- | --------- | --------- | --------- | --------- | --------- | --------- | --------- | --------- |
| Température minimale moyenne (°C)     | 10,5      | 10,1      | 10,9      | 12,7      | 15,6      | 19,1      | 21,5      | 22,3      | 20,6      | 18,1      | 14,8      | 12        | 15,7      |
| Température moyenne (°C)              | 12,6      | 12,4      | 13,7      | 15,9      | 19,6      | 23,7      | 26,5      | 27        | 24,5      | 21,4      | 17,5      | 14,2      | 19,1      |
| Température maximale moyenne (°C)     | 15,5      | 15,5      | 17,2      | 19,7      | 24        | 28,4      | 31,4      | 31,6      | 28,4      | 24,9      | 20,5      | 17        | 22,8      |
| Record de froid (°C) date du record   | 1 1985    | 0,6 2001  | 1,4 1993  | 4,4 1956  | 7 1982    | 11 1979   | 15 1978   | 13 1981   | 12,8 1964 | 8 1978    | 6 1976    | 3,7 1988  | 0,6 2001  |
| Record de chaleur (°C) date du record | 22,2 1982 | 26,7 1960 | 33,5 2001 | 29,1 2002 | 35,3 2006 | 40,1 1997 | 42,7 1988 | 43,8 1999 | 37,4 1990 | 34,5 1999 | 28,2 1998 | 23,9 1963 | 43,8 1999 |
| Précipitations (mm)                   | 97        | 58        | 40        | 25        | 11        | 5         | 2         | 7         | 46        | 79        | 97        | 106       | 572       |
| Nombre de jours avec précipitations   | 15        | 13        | 10        | 8         | 5         | 3         | 1         | 2         | 8         | 11        | 14        | 18        | 108       |
| Humidité relative (%)                 | 77        | 76        | 77        | 75        | 72        | 67        | 66        | 70        | 74        | 78        | 76        | 77        | 74        |
| Nombre de jours avec neige            | 0,1       | 0,1       | 0,03      | 0         | 0         | 0         | 0         | 0         | 0         | 0         | 0         | 0,03      | 0,3       |
| Nombre de jours d'orage               | 3         | 3         | 1         | 1         | 1         | 1         | 0,2       | 1         | 4         | 5         | 5         | 5         | 30        |
| Nombre de jours avec brouillard       | 1         | 1         | 2         | 1         | 1         | 1         | 0,3       | 0,3       | 0,4       | 1         | 1         | 1         | 11        |

| Diagramme climatique                                  |            |            |            |          |           |           |           |            |            |            |         |
| J                                                     | F          | M          | A          | M        | J         | J         | A         | S          | O          | N          | D       |
| 15,510,597                                            | 15,510,158 | 17,210,940 | 19,712,725 | 2415,611 | 28,419,15 | 31,421,52 | 31,622,37 | 28,420,646 | 24,918,179 | 20,514,897 | 1712106 |
| Moyennes : • Temp. maxi et mini °C • Précipitation mm |            |            |            |          |           |           |           |            |            |            |         |

## Économie

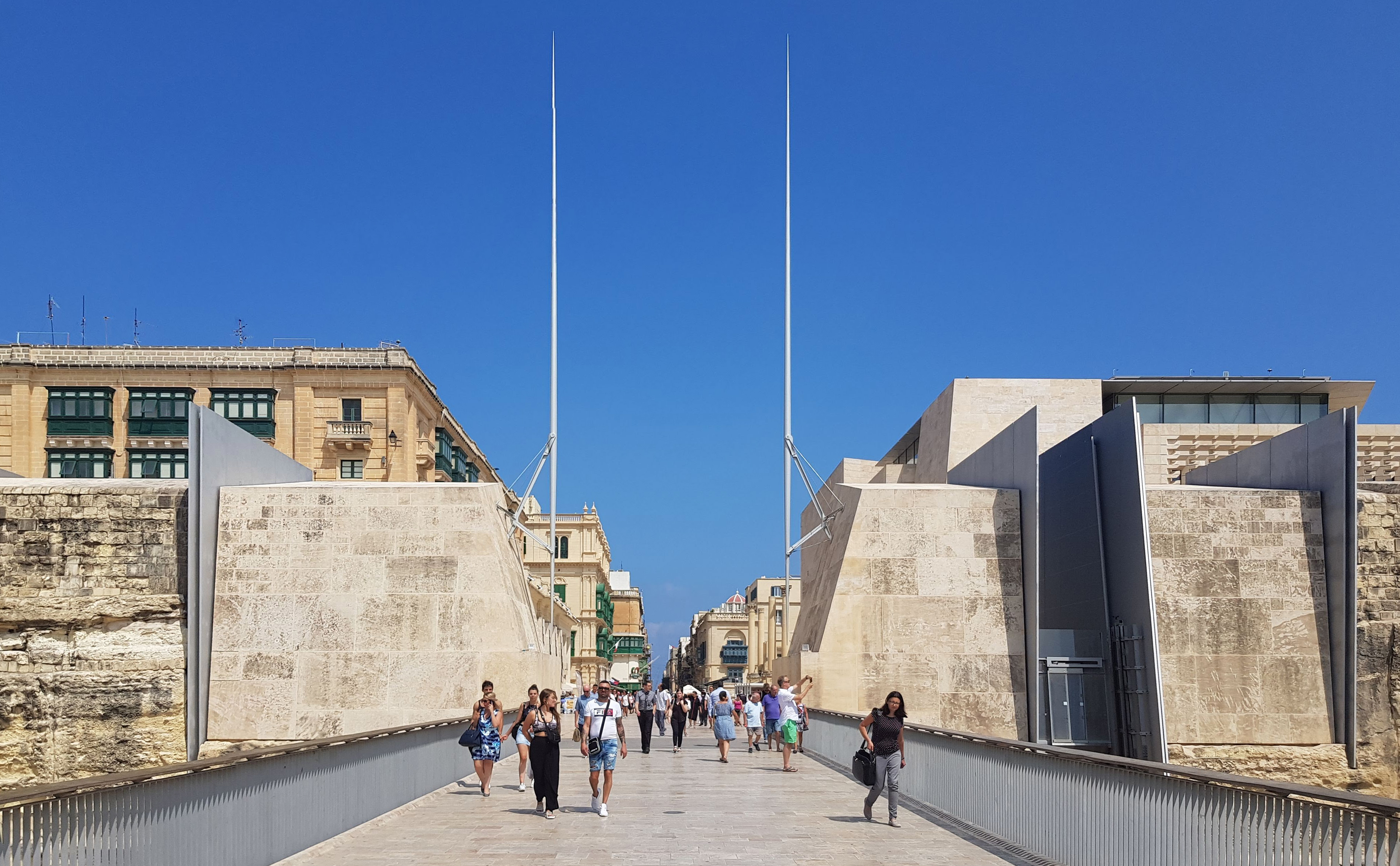
La porte de la ville de La Valette conçue par Renzo Piano.

Petite commune au centre d'une agglomération plus importante, La Valette est un centre administratif important, en tant que capitale de la République de Malte, mais aussi un centre touristique, avec son centre historique et ses monuments.

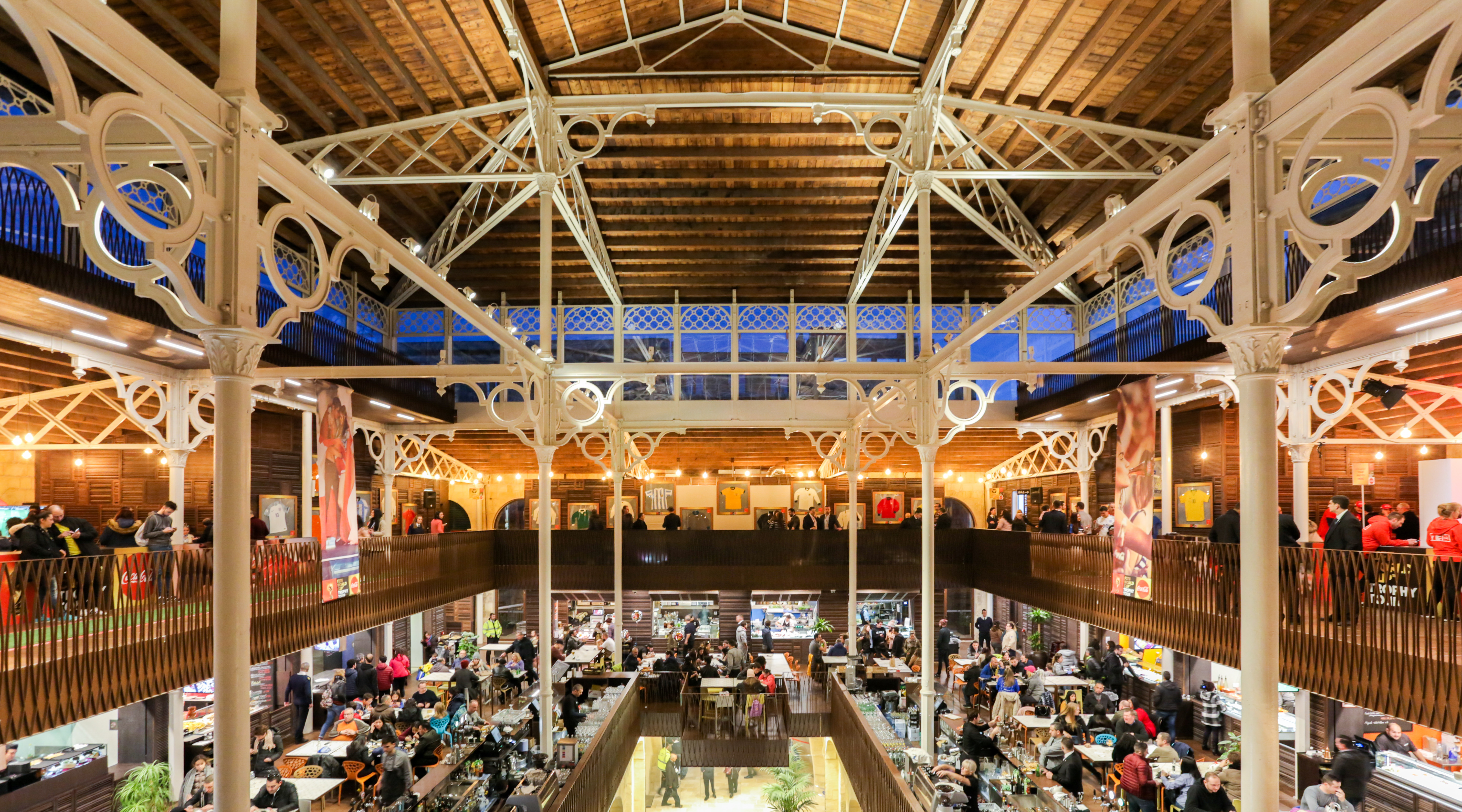
Marché couvert de La Valette.

## Transports
La Valette est desservie par l'Aéroport international de Malte, qui est situé à huit kilomètres au Sud de la ville. Le système de transport public de Malte, qui utilise des bus, opère majoritairement sur les routes provenant ou à destination de La Valette, avec leurs terminus centraux localisés en dehors de La Valette.
Le trafic à l'intérieur de la ville est restreint, beaucoup de rues pentues sont constituées d'escaliers et une partie des rues principales (triq ir-Repubblika et triq il-Merkanti) sont des zones totalement piétonnes.

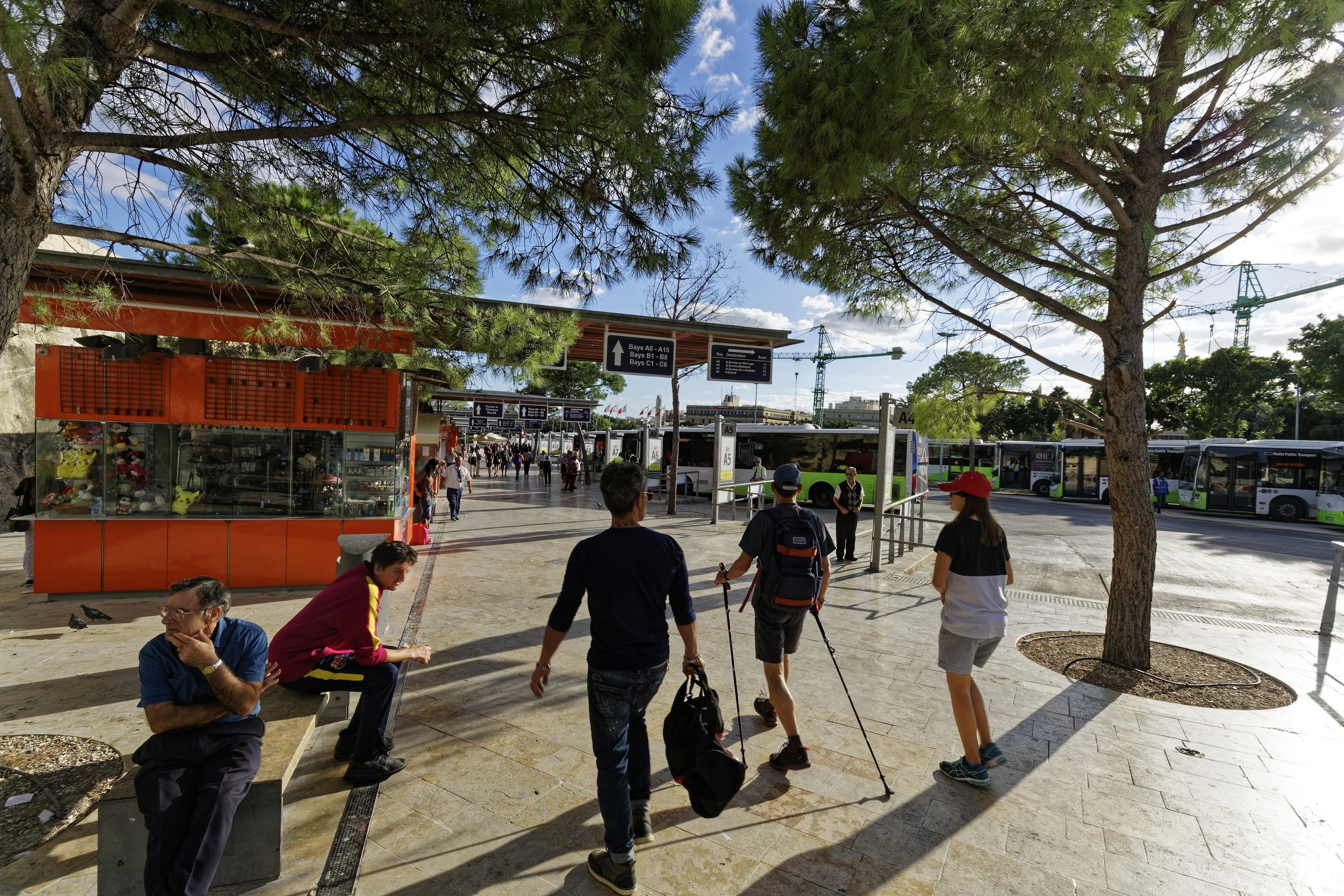
La gare routière principale de La Valette.

Le 1er mai 2007, un plan de contrôle de la circulation automobile a été mis en place. Ce système de contrôle d'accès des véhicules CVA - Controlled Vehicular Access - voudrait réduire le stationnement de longue durée et promouvoir le commerce dans la ville,. Dans le mois qui a précédé la mise en place du système, 17 000 véhicules en moyenne jour sont rentrés dans La Valette. Le système de caméras automatisés basé sur un système de reconnaissance automatique des plaques minéralogiques qui identifie les véhicules lorsqu'ils entrent et sortent de la zone payante entre 8 h et 18 h les jours de semaine et entre 8 h et 13 h le samedi. En dehors de ce temps et les dimanches et jours fériés la circulation est libre. Les conducteurs bénéficient d'une gratuité de 30 minutes, au-delà, ils sont facturés en fonction du temps passé à l'intérieur de la cité avec un coût maximum de 6,52 € par jour. Les différentes règles d'exonérations et de tarification en place voudraient faire évoluer le système vers un programme de péage urbain sur le modèle de Londres. Mais la mobilisation des commerçants et des petites entreprises, et surtout la débrouillardise des Maltais est en passe de faire échouer le système ; les coûts d'exploitation seraient supérieurs aux sommes récoltées. L'ensemble des rues de la ville est ainsi soumis à ce régime, avec neuf contrôles d'entrées (triq il-papa Piju V, triq San Pawl, triq San Mark, triq il-Punent, triq it-Tramuntana, triq il-Fran, triq il-Merkanti, triq il-Mediterran et is-sur tal-Inglizi) et six contrôles de sorties (triq Santa Lucija, triq il-Fran, triq ir-Repubblika, triq il-Mediterran, bieb Victoria et is-sur tal-Inglizi) ; seules, les rues longeant les fortifications et faisant le tour de la ville échappent à ce contrôle. Parallèlement un service de navettes est mis en place en 2006 par ADT - Autorita' dwar il-Transport ta' Malta (« Autorité du transport de Malte ») - entre le parking souterrain de Il-Furjana et misrah il-Helsen où à partir de 2008 se trouve la station de départ des taxis électriques urbains.

## Démographie
Depuis 1590, l'évolution démographique de La Valette a été de :
| 1590  | 1614    | 1632    | 1687    | 1702     | 1716   |
| ----- | ------- | ------- | ------- | -------- | ------ |
| 3 397 | ≈ 6 500 | ≈ 8 600 | ≈ 9 800 | ≈ 12 200 | 17 507 |

| 1797   | 1807   | 1829   | 1848   | 1994  | 2008  |
| ------ | ------ | ------ | ------ | ----- | ----- |
| 20 108 | 24 546 | 21 631 | 18 666 | 8 090 | 6 098 |

| 2011  | 2013  | 2019  | 2020  | - | - |
| ----- | ----- | ----- | ----- | - | - |
| 6 966 | 6 675 | 5 827 | 5 859 | - | - |

| Histogramme de l'évolution démographique de La Valette |        |
| \| 1590 \| 3 397 \| \| 1614 \| 6 500 \| \| 1632 \| 8 600 \| \| 1687 \| 9 800 \| \| 1702 \| 12 200 \| \| 1716 \| 17 507 \| \| 1797 \| 20 108 \| \| 1807 \| 24 546 \| \| 1829 \| 21 631 \| \| 1848 \| 18 666 \| \| 1994 \| 8 090 \| \| 2008 \| 6 098 \| \| 2011 \| 6 966 \| \| 2013 \| 6 675 \| \| 2019 \| 5 827 \| \| 2020 \| 5 859 \| |        |
| 1590 | 3 397  |
| 1614 | 6 500  |
| 1632 | 8 600  |
| 1687 | 9 800  |
| 1702 | 12 200 |
| 1716 | 17 507 |
| 1797 | 20 108 |
| 1807 | 24 546 |
| 1829 | 21 631 |
| 1848 | 18 666 |
| 1994 | 8 090  |
| 2008 | 6 098  |
| 2011 | 6 966  |
| 2013 | 6 675  |
| 2019 | 5 827  |
| 2020 | 5 859  |

## Administration

### Municipalité
Le maire de La Valette est le Dr Alexiei Dingli, membre du Parti nationaliste, qui est majoritaire au Conseil de la Ville.

### Jumelages
- Cortone (Italie) depuis 2022
- Pise (Italie) depuis 2022
- Palerme (Italie) depuis 2018
- Rhodes (ville) (Grèce) depuis 2020
- Piran (Slovénie) depuis 2002
- Byblos (Liban)

## Patrimoine et culture

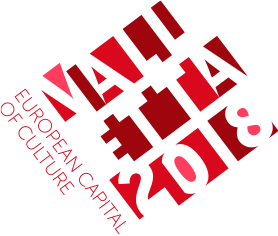
La Valette a été capitale européenne de la culture en 2018.

### Édifices religieux

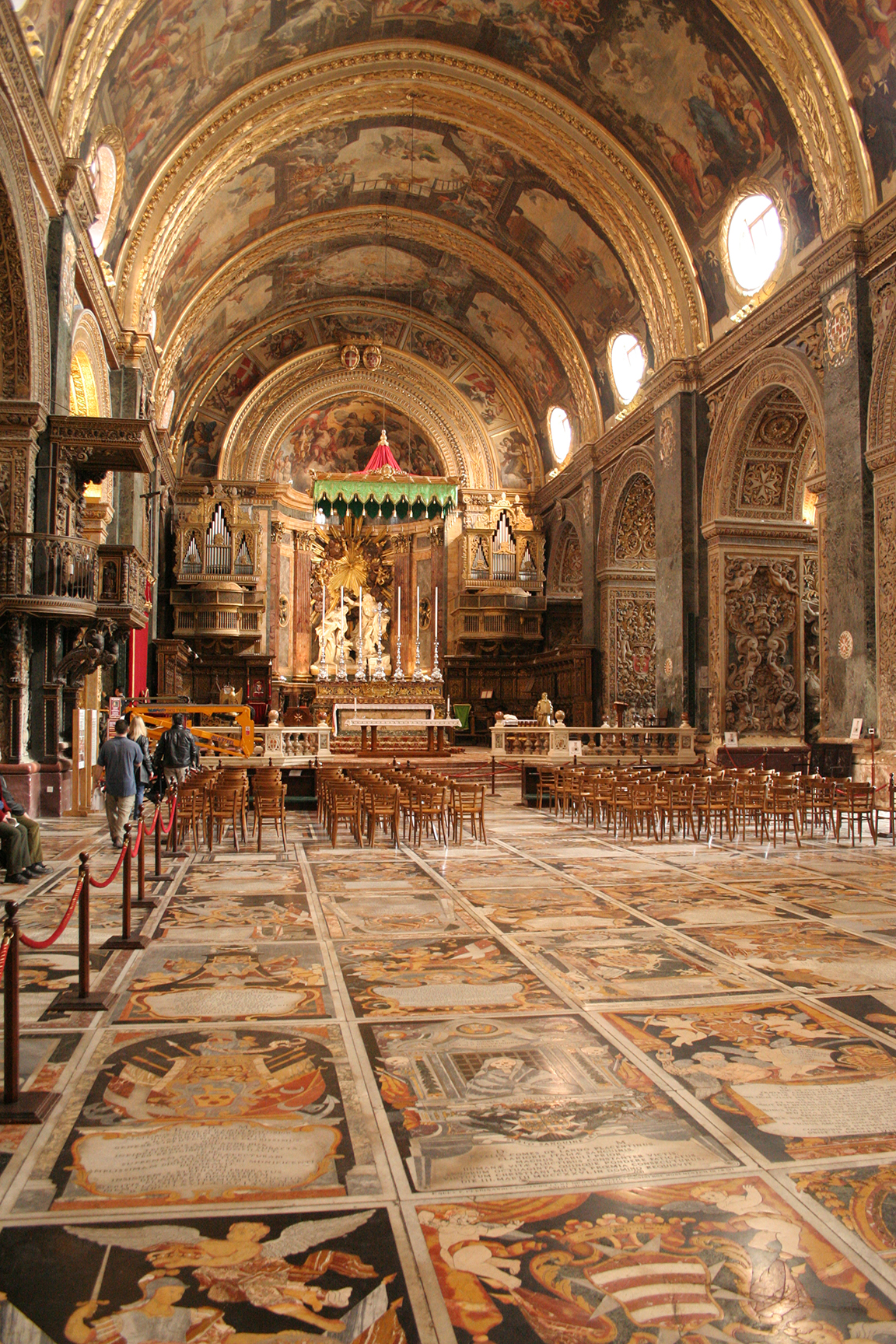
La co-cathédrale Saint-Jean.

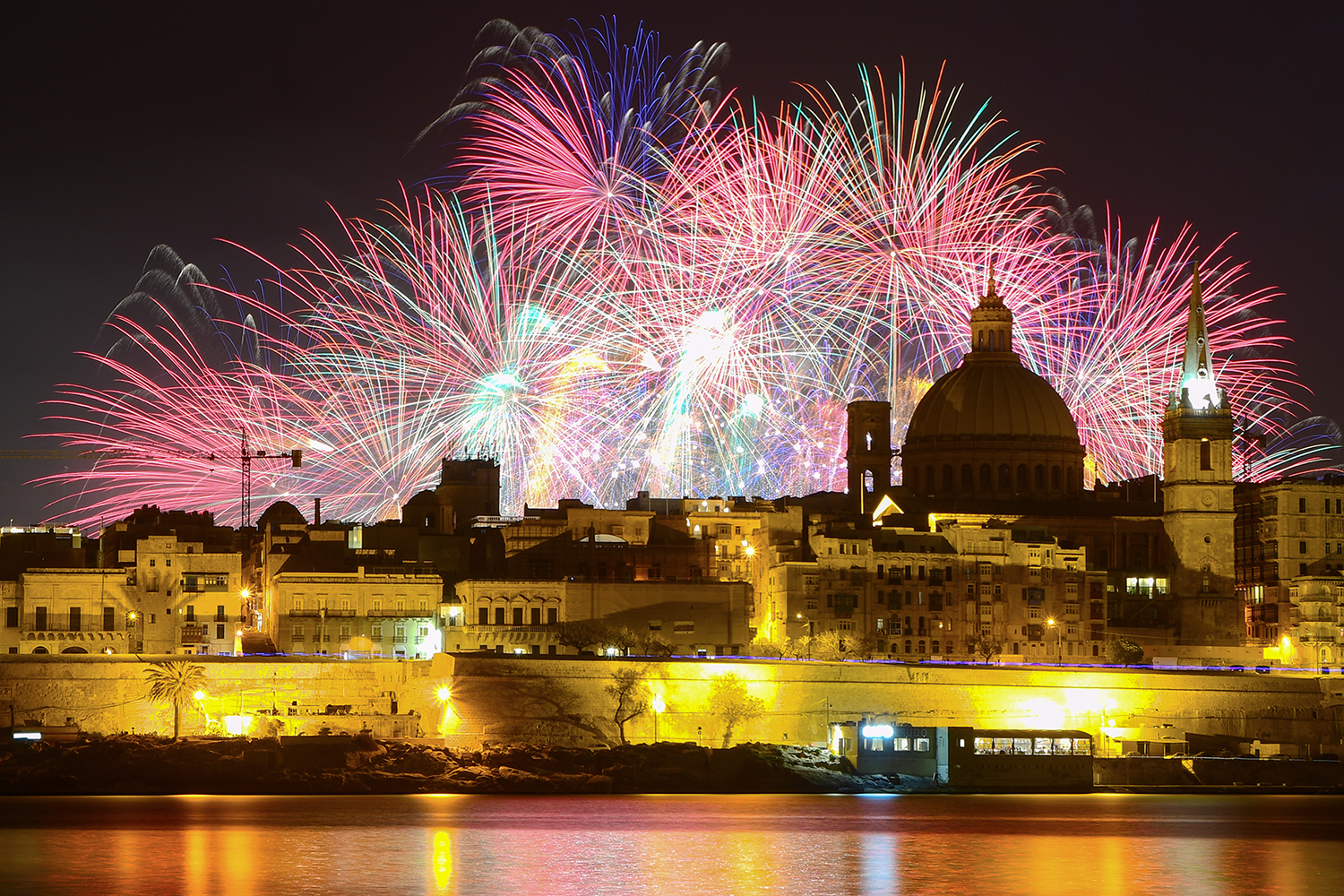
Le dôme de l'église des carmélites à La Valette. Avril 2019.

- La co-cathédrale Saint-Jean de La Valette, une des deux églises principales de l'archidiocèse de Malte du XVIe siècle.
- La pro-cathédrale anglicane Saint-Paul construite au XIXe siècle
- La Basilique Notre-Dame des ports salvateurs et Saint-Dominique de La Valette.
- La basilique Notre-Dame-du-Mont-Carmel.
- L'église Notre-Dame-de-la-Victoire construite au XVIe siècle.
- L'église collégiale du naufrage de saint Paul construite au XVIe siècle.
- L'église Sainte-Catherine construite au XVIe siècle.
- L'oratoire de Saint-François.
- L'église Saint-François-d'Assise construite à la fin du XVIe siècle.
- L'église paroissiale Sainte-Augustine construite au XVIe siècle.
- L'église du Christ-Rédempteur construite à la fin du XVIIe siècle.
- L'église Notre-Dame-de-Damas construite au XVIe siècle.
- L'église de la Circoncision de Jésus, construite au XVIIe siècle.
- L'Église Ta' Ġieżu (en) construite au XVIe siècle.

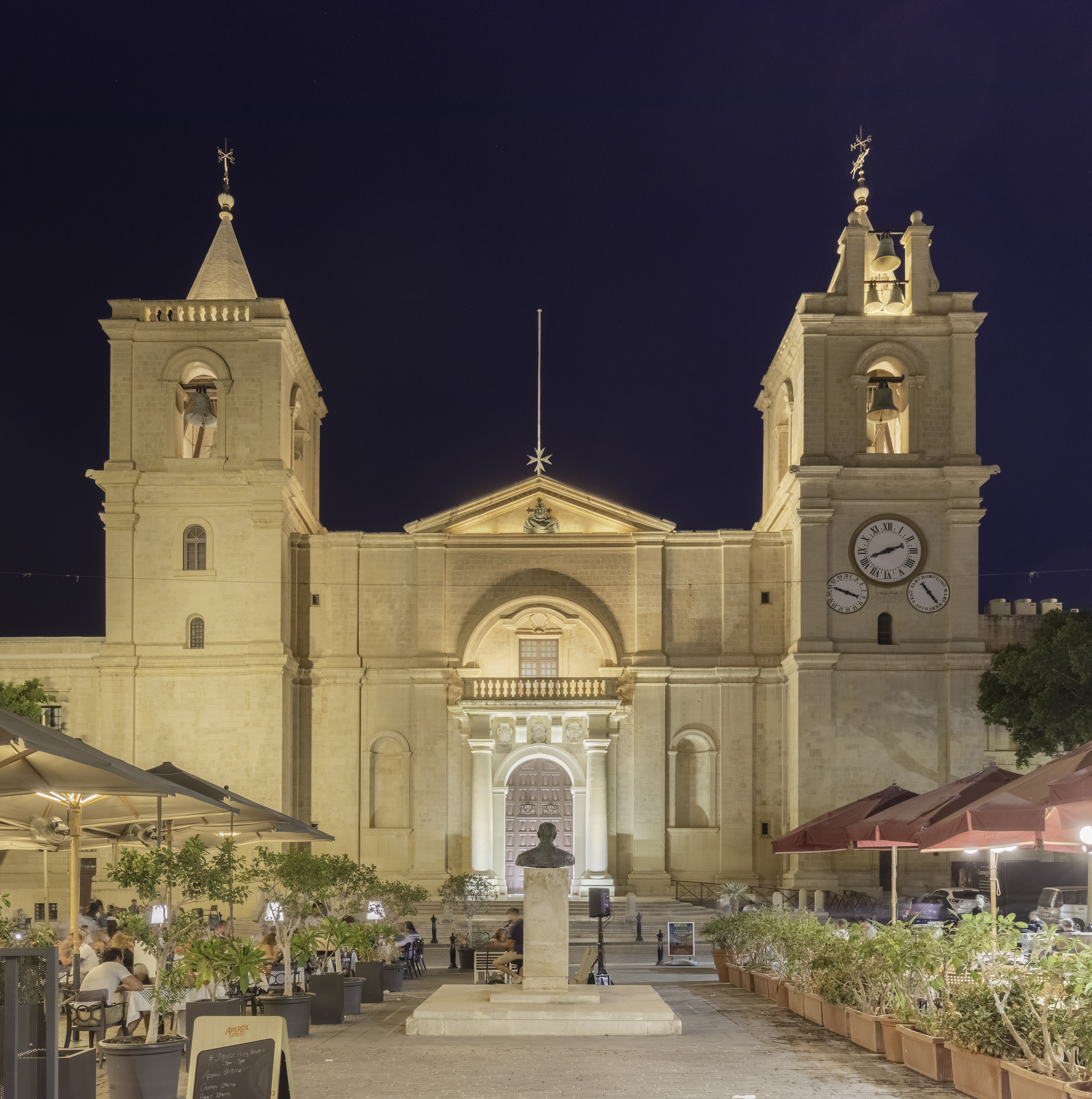
Co-cathédrale Saint-Jean
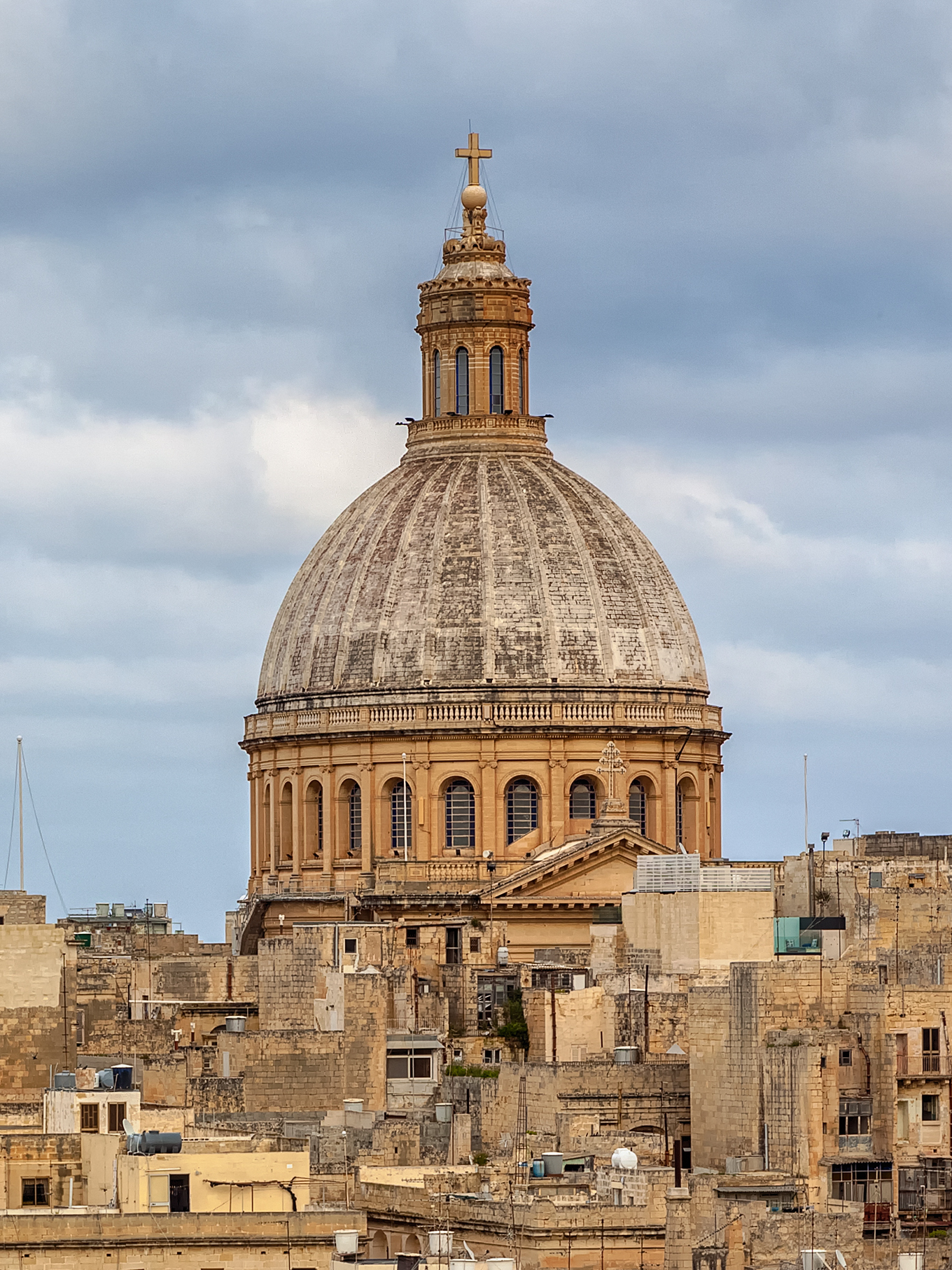
Basilique Notre-Dame du Mont-Carmel
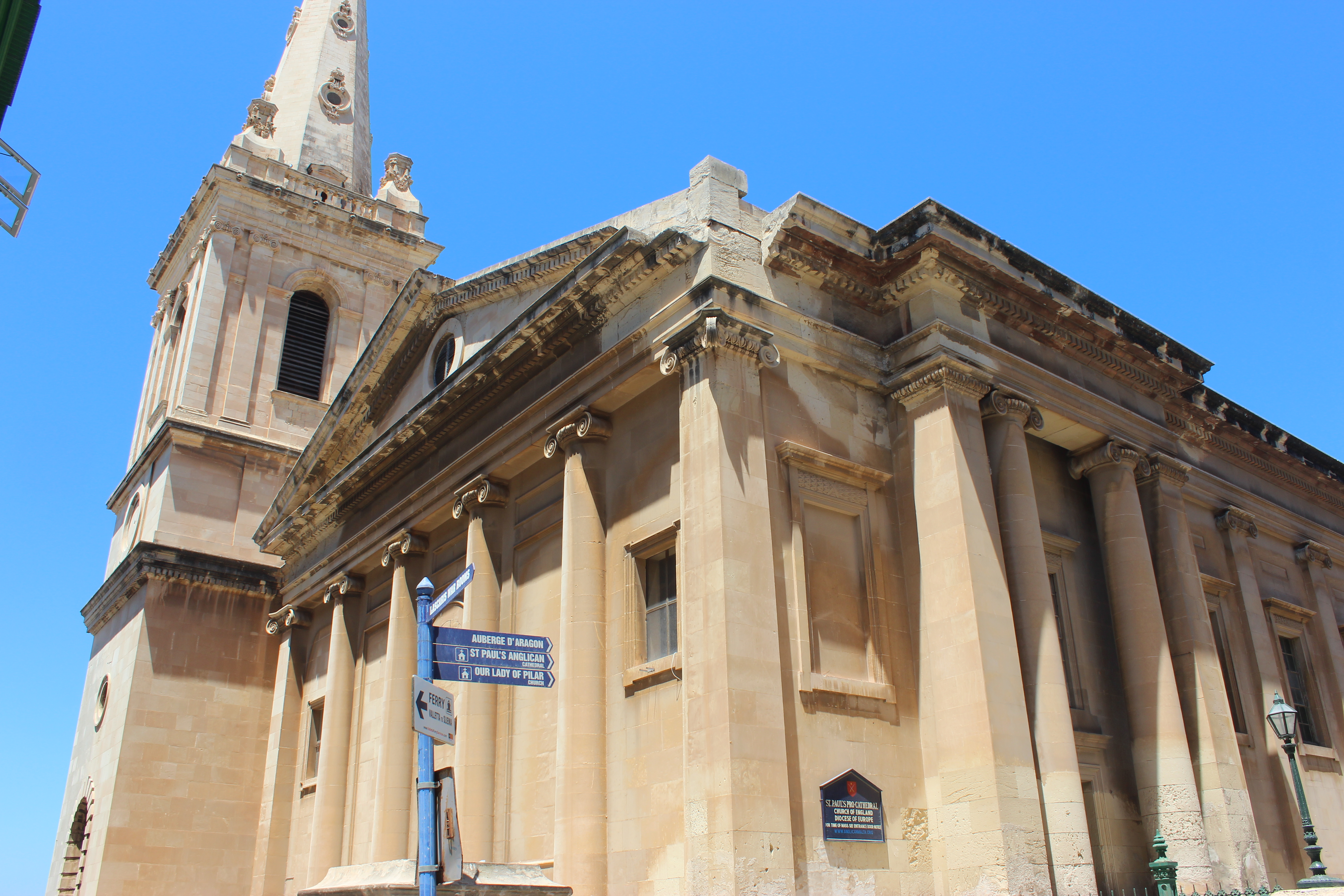
Pro-cathédrale Saint-Paul

### Musées et monuments civils
- Palais magistral de l'ordre de Saint-Jean de Jérusalem[9].
- Parliament House
- Fort Saint-Elme
- Batterie de salutation
- Batterie Lascaris
- Fortifications de La Valette (en).

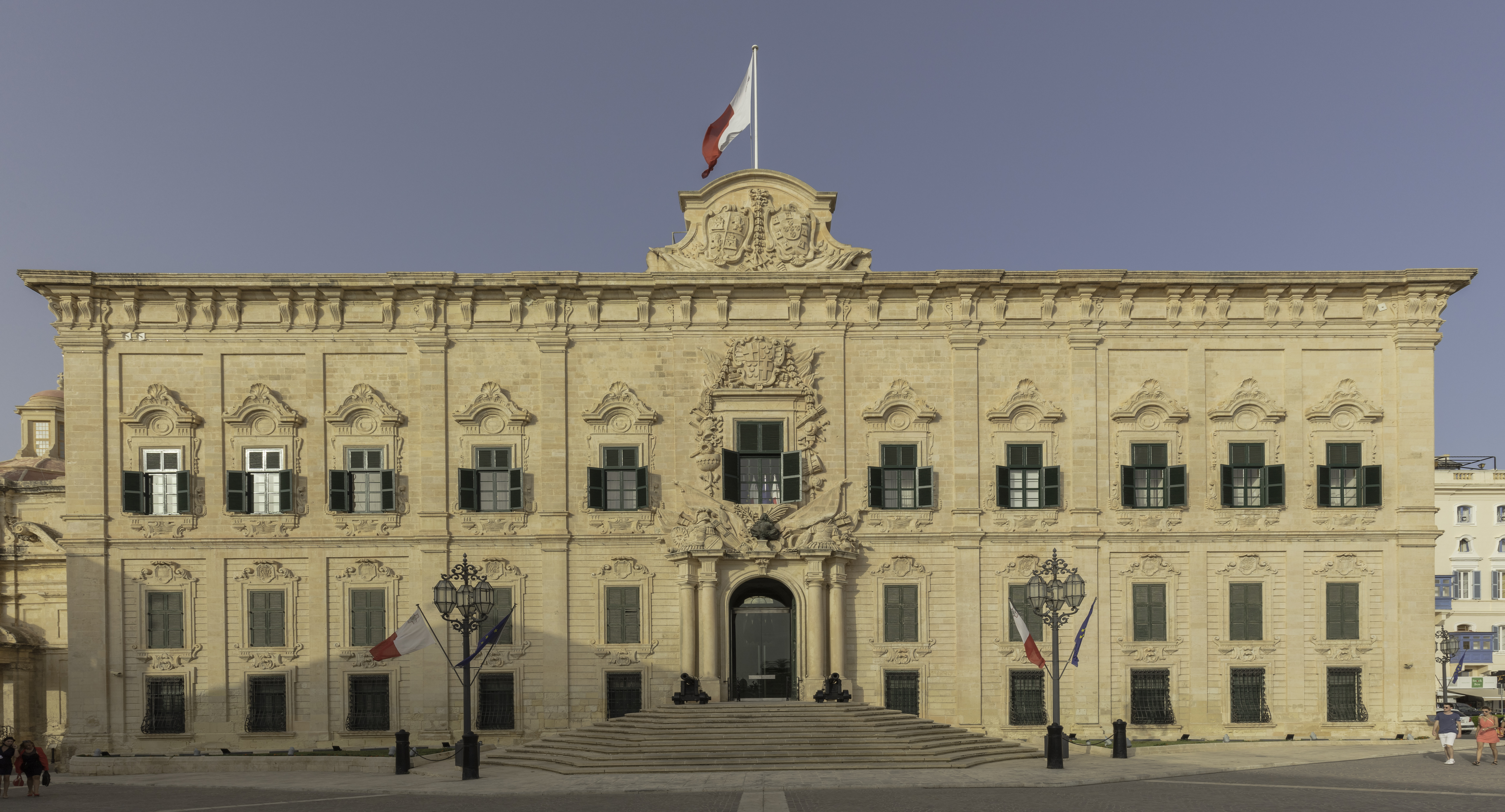
Auberge de Castille
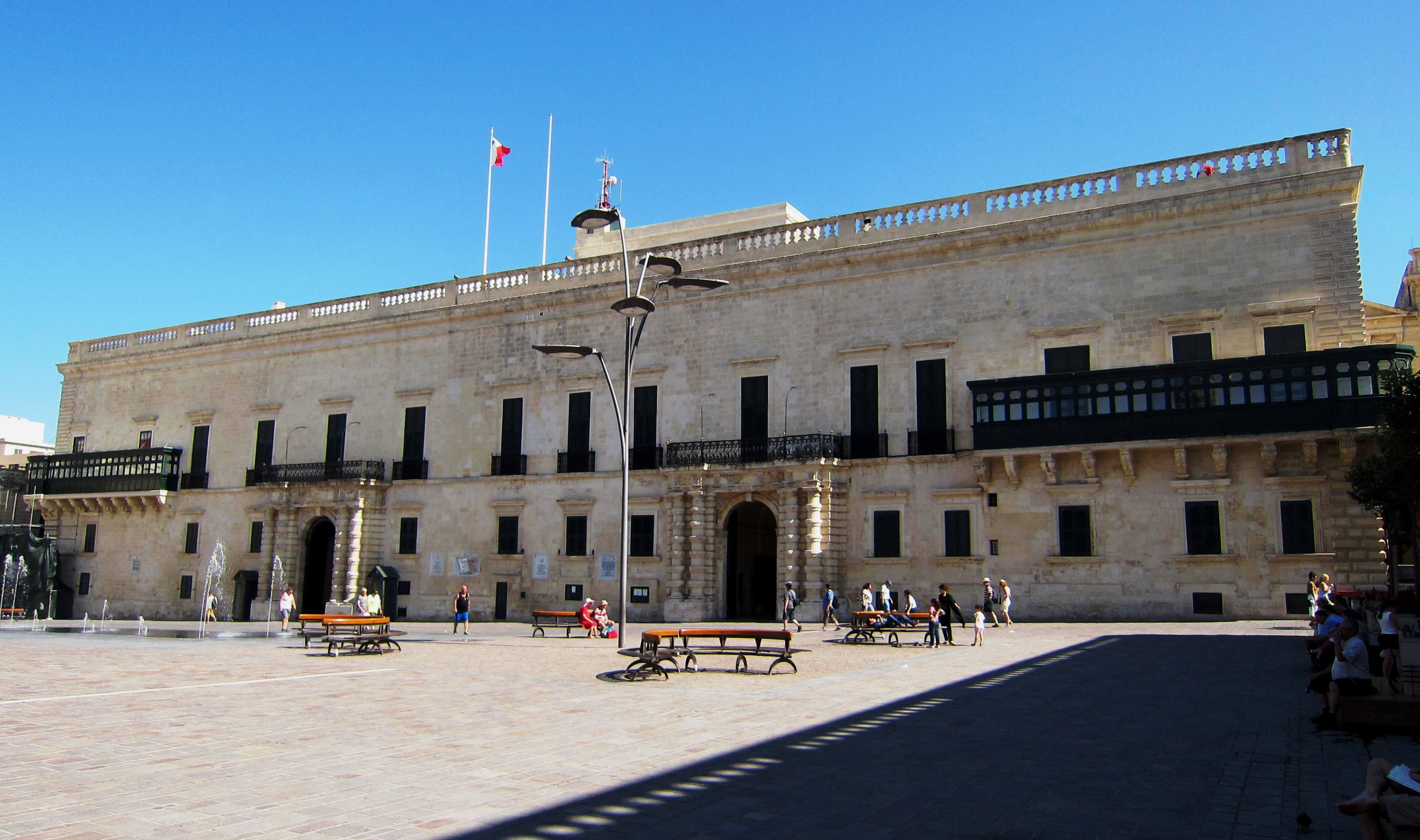
Palais magistrale (Place Saint-Georges)

- Auberge de Provence hébergeant le Musée national d'archéologie
- MUŻA, le musée national des Beaux-Arts
- Casa Rocca Piccola (en)
- Saint James Cavalier
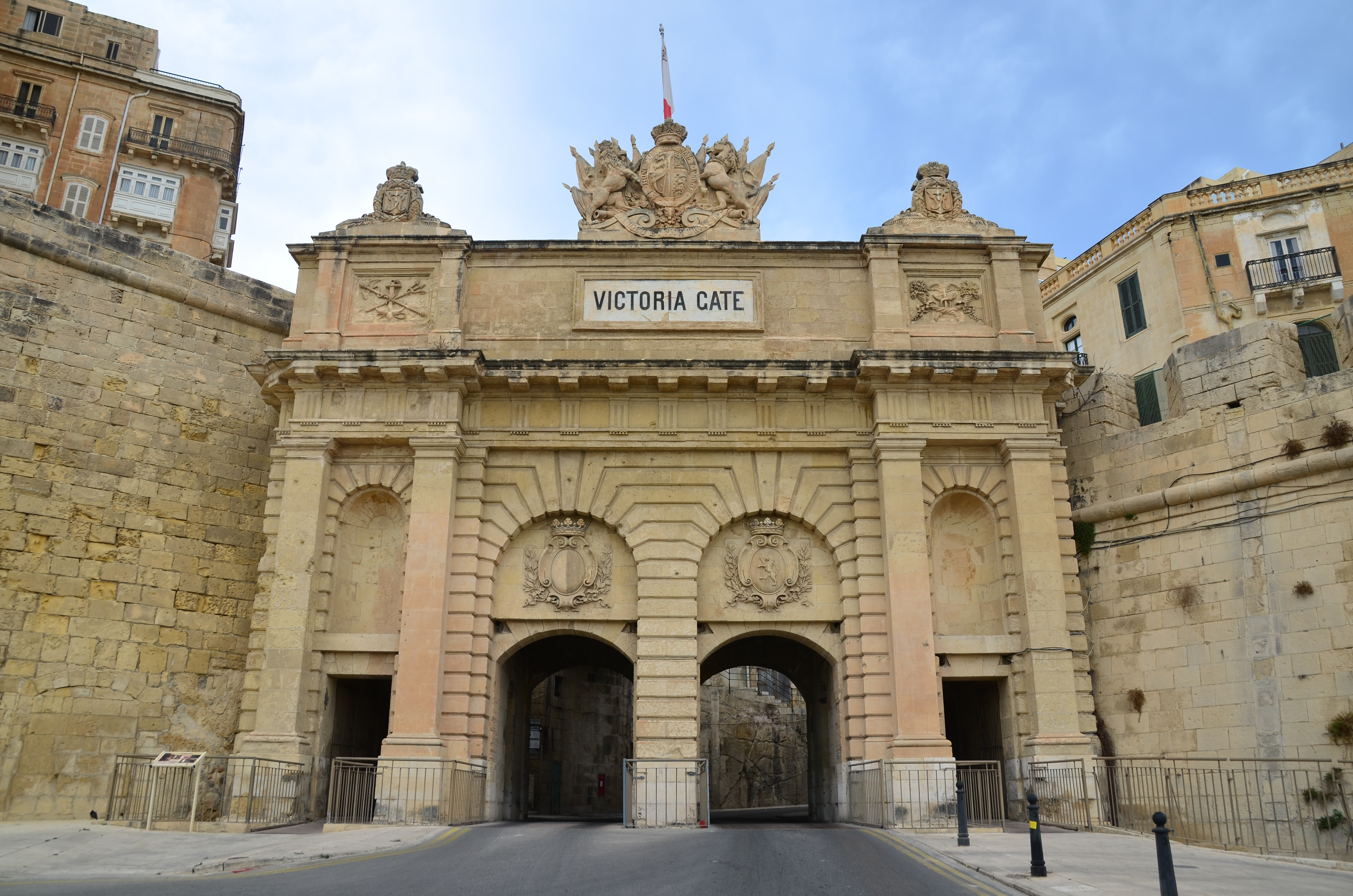
Porte Victoria
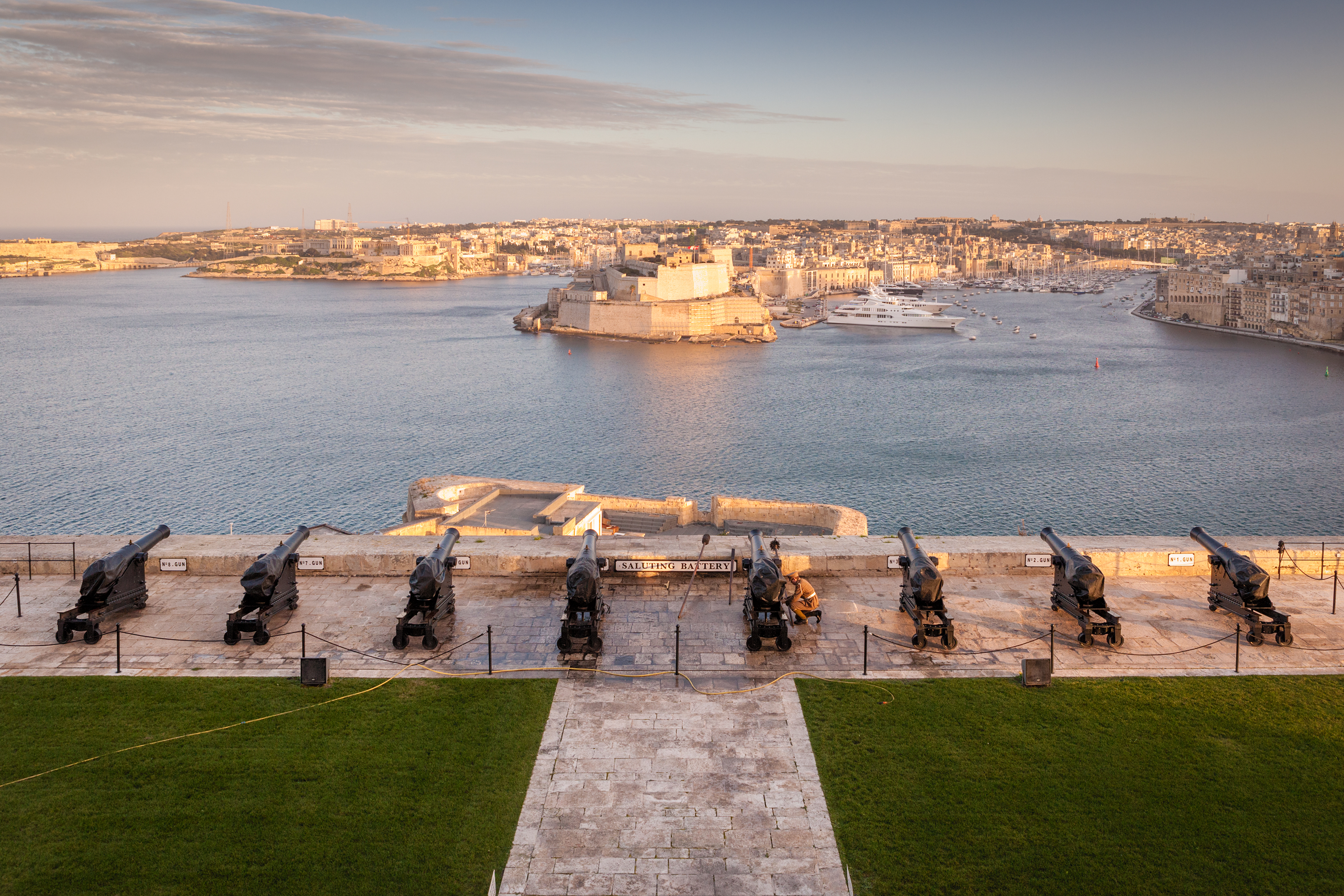
Batterie de salutations
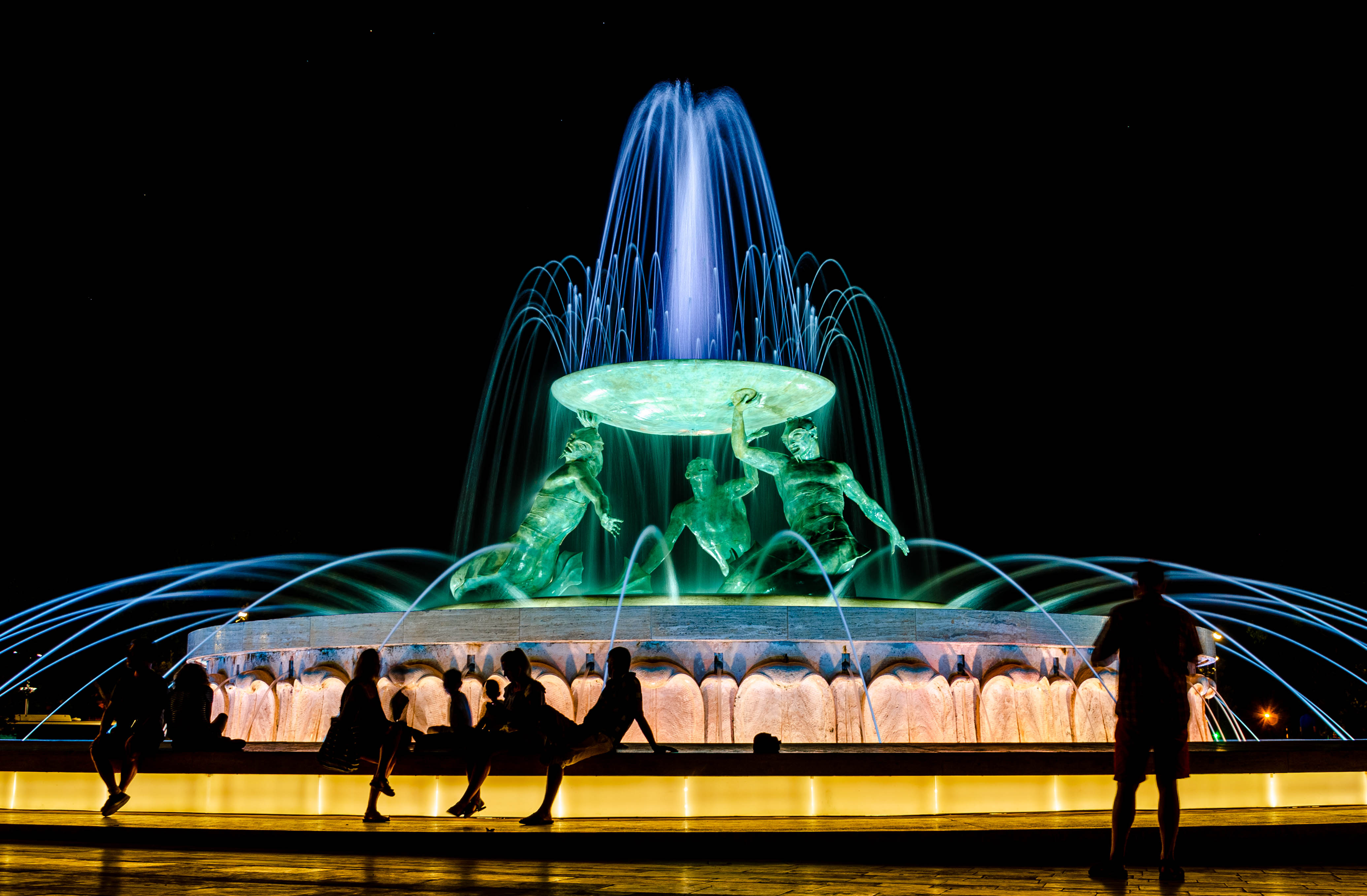
Fontaine des Tritons (vue de nuit)

- Auberge de Castille
- Palais magistrale (Place Saint-Georges)
- Porte Victoria
- Batterie de salutations
- Fontaine des Tritons (vue de nuit)

### Jardins publics
- Jardin du Haut-Baracca (Jardins Upper Barrakka) : lieu agréable doté d'une statue de Winston Churchill.
- Jardin du Bas-Baracca (Lower Barakka Gardens).
- Jardins Hastings (Hastings Gardens) : lieu qui offre une vue magnifique sur la cité de La Valette et de ses cités environnantes telles Il-Furjana.

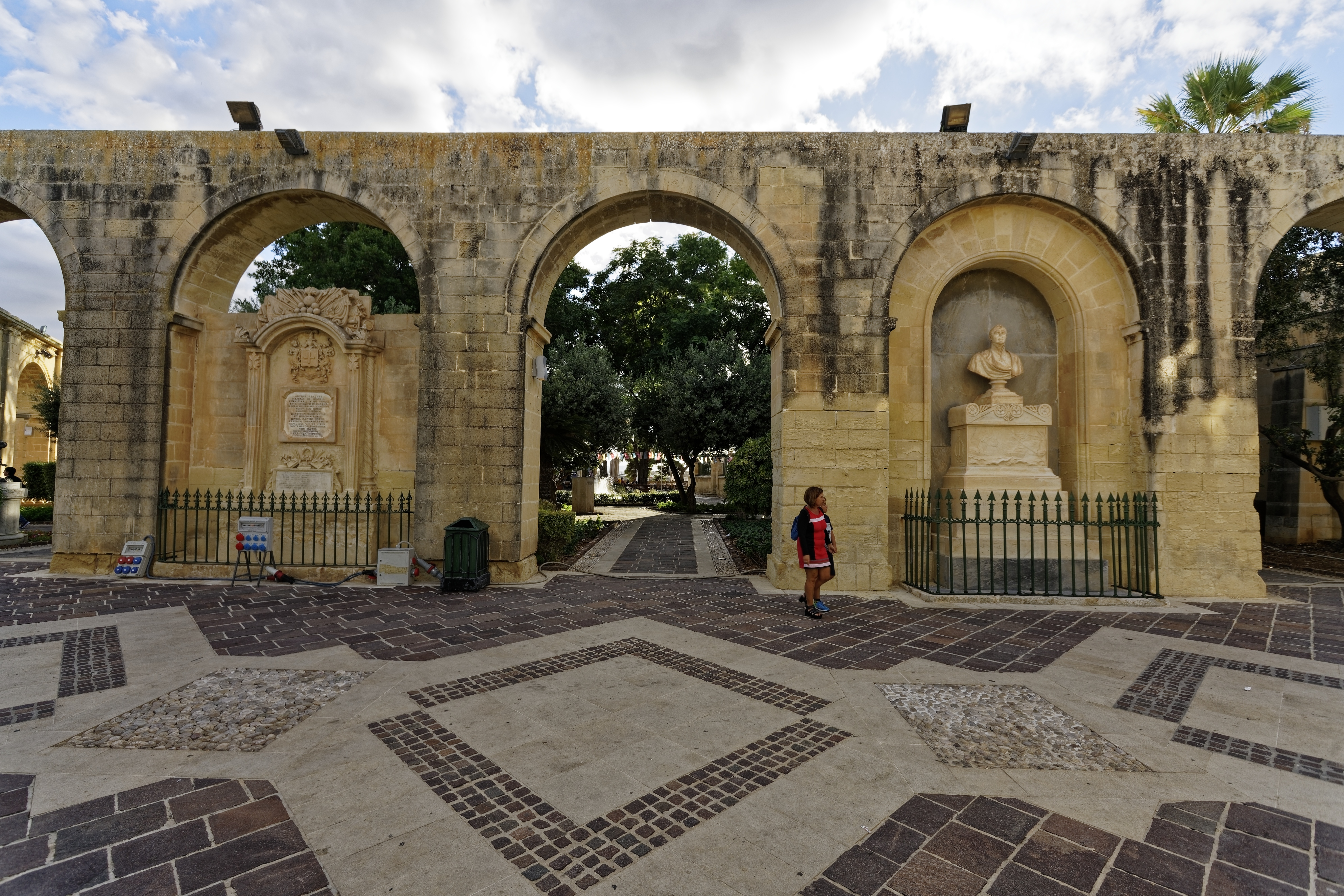
Jardins Upper Barrakka
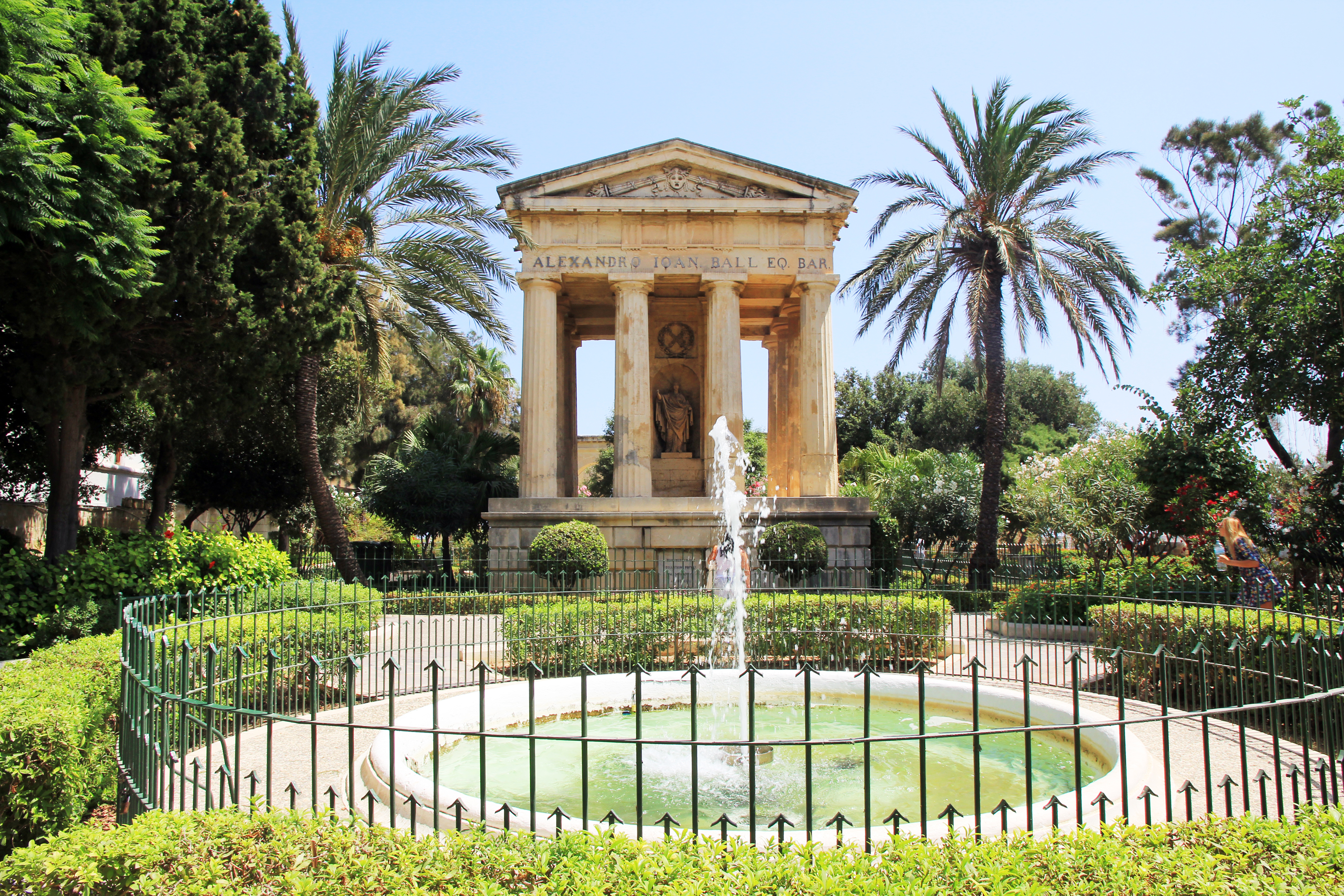
Jardins Lower Barrakka
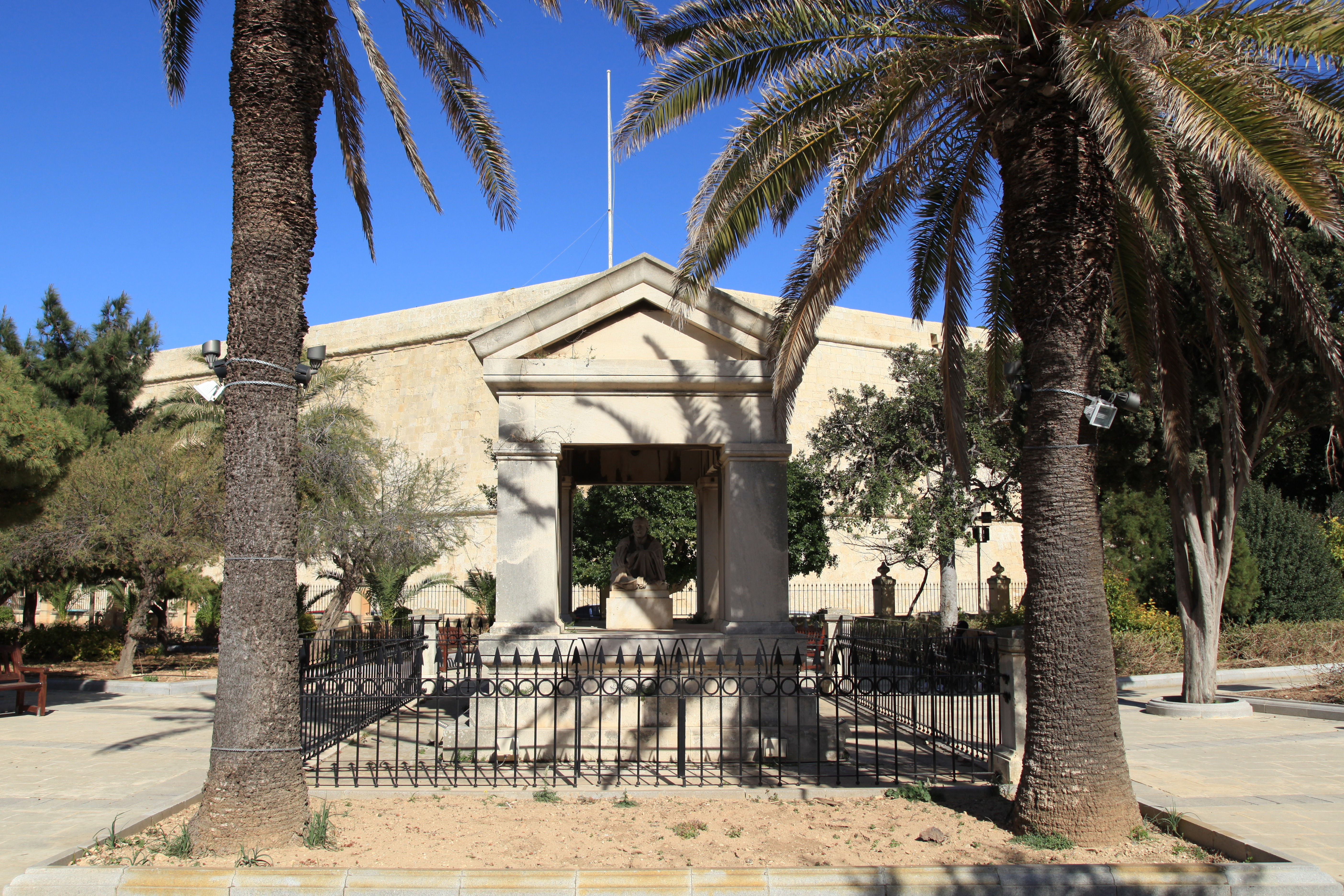
Jardins Hastings

### Personnages notables
- Jean de Valette (1494-1568), fondateur de la ville,
- les autres grands maîtres de l'ordre de Saint-Jean de Jérusalem à Malte (1530-1798).
- Domenico Magri (1604-1672), théologien et littérateur.
- Francesco Noletti (1610 - 1654), peintre maltais.
- Girolamo Abos (1715-1760), compositeur.
- Pierre Jean Louis Ovide Doublet (1749-1824), écrivain et homme politique.
- Fabrizio Sceberras Testaferrata (1757 - 1843), cardinal.
- Pierre Hippolyte Publius Renault (1807 - 1870), sénateur, militaire et officier français.
- Joseph Howard (politique) (1862-1925), ancien premier ministre maltais, né à La Valette.
- Themistocles Zammit (1864-1935), archéologue et historien.
- Alfred von Bary (1873-1926),chanteur d'opéra.
- Enrico Mizzi (1885-1950), ancien premier ministre maltais, né et décédé à La Valette.
- Ugo Pasquale Mifsud (1889 - 1942), premier ministre de Malte.
- Giorgio Borg Olivier (1911-1980), ancien premier ministre maltais, né et décédé à La Valette.
- Albert Hyzler (1916-1993), ancien président maltais, né à La Valette.
- Guido de Marco (1931-2010), ancien président maltais, né à La Valette.
- Lawrence Gonzi (1953), premier ministre de Malte.
- Tony Drago (1965), joueur de snooker professionnel.
- David Casa (1968), homme politique maltais.
- Paul Tisdale (1973-), footballeur puis entraîneur.

### Fiction
- Une partie du jeu vidéo Tom Clancy's Splinter Cell: Conviction se déroule à La Valette [10].
- Le roman La Religion de Tim Willocks se déroule dans ce lieu.